# Kaspar Stemper
Kaspar Stemper, lateinisch Casparus Stemperus (* um 1555/1557 in Kreuznach; † 1608/1609 in Speyer oder Regensburg) war ein deutscher Jurist, der als Anwalt am Reichskammergericht, als Ratskonsulent und Syndikus der Stadt Regensburg und als pfalz-neuburgischer Rat wirkte.

## Leben

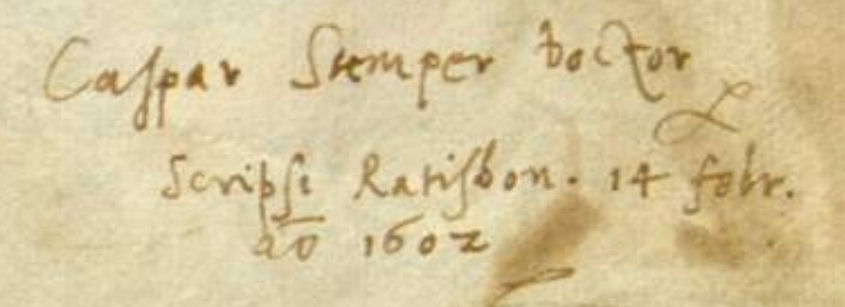
Unterschrift „Caspar Stemper Doctor“, Stammbucheintrag Regensburg 1602

Kaspar Stemper wurde in Kreuznach in der Vorderen Grafschaft Sponheim geboren, die als Kondominium ab 1559 zur Kurpfalz und zur Markgrafschaft Baden-Baden gehörte. Der Familienname Stemper ist im Oberamt Kreuznach urkundlich im 15. und 16. Jahrhundert belegt, beispielsweise in Bosenheim, Pleitersheim oder Volxheim.

### Ausbildung
Nach dem Besuch des Reformierten Gymnasiums Kreuznach, das 1567 eröffnet worden war, ist Stemper als Convictor (Tischgänger) oder Externer an der Landesschule für Pfalz-Zweibrücken in Hornbach etwa 1571/72 bis 1575/76 Schüler von Christoph Hilsbach (1516–1576) gewesen. Die Schule nahm für jeweils vier Jahre begabte Jungen auf, die mindestens 15 Jahre alt waren, eine Lateinschule andernorts besucht hatten und nicht unbedingt aus dem eigenen Herzogtum stammen mussten.
1576 immatrikulierte sich „Casparus Stemperus Crucenacensis“ an der Universität Marburg. Stemper verfasste 1577 ein Buch Stauronesus Vangionum illustrata über seine Heimatstadt Kreuznach. Dem verstorbenen Rektor Christoph Hilsbach der Landesschule Hornbach widmete er als seinem Präzeptor (Lehrer) 1577 eine Elegia, die zusammen mit einem Text von Jeremias Homberger gedruckt wurde. Homberger hatte Hilsbach wahrscheinlich kennengelernt, als er selbst kurzzeitig Lehrer in der Pfalz gewesen war. Sein Sohn „Ionas Homberger Bipontinus“ (* um 1555/56; † 1587), der sich am selben Tag wie Stemper in Marburg immatrikulierte und an dessen Buch über Kreuznach mitwirkte, wurde in Zweibrücken geboren und 1571 als Stipendiat in die Landesschule Hornbach aufgenommen. 1578 und 1580 beteiligte sich Stemper mit neulateinischen Widmungsgedichten an zwei juristischen Publikationen von Abraham Saur (1545–1593) aus Frankenberg, der seit 1575 als Advokat und Prokurator am hessischen Samthofgericht in Marburg wirkte. Dessen Bruder Magister Alexander Saur (Saurius) (* um 1549; † nach 1582), der an der Publikation 1580 mitwirkte, war von 1578 bis 1582 Rektor des Reformierten Gymnasiums Kreuznach geworden. Ein Severin Saur († 1585/87), der aus Bacharach stammte, war von 1573 bis 1585 Truchsess in Kreuznach.
1580 immatrikulierte sich „Gasparus Stemper Crucinacensis“ an der Universität Basel. Dort veröffentlichte er 1581 ein Carmen eulogeticum (Segensgedicht) zu Ehren von Johannes Winckelmann, der in diesem Jahr in Basel zum Doktor der Theologie promoviert wurde. Winckelmann hatte zu Stempers Marburger Studienzeit das Majorat an der Hessischen Stipendiatenanstalt innegehabt. 1582 würdigte Kaspar Stempel das von Samuel Grynaeus (1539–1599) postum in Basel herausgegebene Realwörterbuch Lexicon iuridicum des Juristen Simon Schard († 1573) mit einleitenden Gedichten.

### Haushofmeister in Schallodenbach und Promotion in Basel
Nach Abschluss seiner Studien war Kaspar Stemper Haushofmeister der adeligen Familien Sickingen und Hattstein in Schallodenbach. 1586 erwarb er in Basel den Doktor beider Rechte mit einer Disputation unter Samuel Grynaeus über Fragen des Erbrechts. Gleichzeitig mit ihm wurden Matthäus Heininger aus Dinkelsbühl und Johannes Althusius promoviert. Den Druck seiner Dissertationsthesen widmete Stemper seinen Schülern Johann Gottfried von Sickingen-Schallodenbach († 1622) und Marquard von Hattstein-Kirrweiler († 1609), einem Neffen des 1581 verstorbenen Speyrer Bischofs Marquard von Hattstein.

### Advokat am Reichskammergericht in Speyer und Ratskonsulent in Regensburg
Kaspar Stemper wurde am 25. September 1587 Advokat am Reichskammergericht in Speyer, später zugleich Ratskonsulent in Regensburg. Als Syndikus vertrat er die Freie Reichsstadt Regensburg auf den Regensburger Reichstagen 1594, 1597/98 und 1603. 1603 war er auch Abgesandter der Städte Speyer und Mühlhausen sowie der Freiherren Hans Wolf († 1642) und Hans Wilhelm von Alt- und Neu-Fraunhofen. Der Reichstag 1608, an dem Stemper vielleicht ebenfalls noch teilnahm, ging ohne förmlichen Abschied auseinander; daher wurde keine Subskriptionsliste angelegt, in der die Teilnehmer aufgeführt worden wären.
1601 und 1608 bezeichnete sich Stemper außerdem als pfälzischer (pfalz-neuburgischer) Rat bzw. Advokat. In Regensburg hielt er sich nur zeitweise auf.

### Kommissar des Reichskammergerichts in Leups und Speyer
In einer Grenzstreitigkeit in der Oberpfalz zwischen dem Markgraftum Brandenburg-Bayreuth und der Kurpfalz um das Hammergut Oberleups, mit dem Hans Wilhelm Groß von Trockau belehnt war, wurde der Regensburger Syndikus Stemper Ende der 1580er Jahre zum kaiserlichen Commissarius bestellt, der vor Ort Zeugen vernahm. In dem Konflikt setzt sich Bayreuth durch. 1591 verhörte Stemper als kaiserlicher Kommissar die ehemaligen Bürgermeister Peter Reinhardt, Christmann Petsch und weitere Personen in Streit zwischen der Stadt Speyer und der Kurpfalz über das Jagdausübungsrecht innerhalb der Landwehr auf der Speyerer Gemarkung.

### Gutachter im letzten Regensburger Hexenprozess
1595 wirkten die Juristen Johann Diemer (Diemmair) (1538–1613), Beningus Pühlmeier (Püchelmeyer; Piehelmair) d. Ä. († vor 1602) und Kaspar Stemper als Gutachter mit beim letzten Regensburger Hexenprozess gegen das sogenannte „Maus-Mädchen“. Anna Püchelin (* um 1574; † nach 1595), eine Mennonitin, entging nach dem juristischen Gutachten letztlich der Todesstrafe, wurde aber bei karger Kost im Faulturm (Brückturm) eingekerkert.

### Konflikt um die Landgrafschaft Klettgau
Im April 1598 wurde der Advokat Kaspar Stemper in Regensburg im Anschluss an den Reichstag von einigen armen Bauern (arme pauresleutle) aus der Landgrafschaft Klettgau (Kleckhaw) aufgesucht, die unter Abgabenforderungen ihres Landesherrn Rudolf IV. von Sulz wegen der „Reichstürkenhilfe“ litten. Stemper empfahl ihnen, beim Fiskal am Reichskammergericht in Speyer nachzufragen, ob die Steuerzahlungen an den Kaiser weitergegeben wurden. Der mit Rudolf IV. von Sulz verschwägerte kaiserliche Oberhofmeister Landgraf Friedrich V. von Fürstenberg-Heiligenberg (1563–1617) warf Stemper daraufhin bei einer Begegnung während des Reichsdeputationstags in Speyer im Sommer 1600 vor, er habe den Bauern geraten, die Zahlung der Reichssteuern zu verweigern. Kaspar Stemper konnte von seinen Kollegen nur mit Mühe davon abgehalten werden, den Grafen zu verklagen. Im April 1601 verteidigte er sich gegenüber der Stadt Regensburg in einer „Verantwortungsschrift“ gegen die Anschuldigung. Er legte dabei Wert auf die Feststellung, dass er „einigen heller oder pfennig von den armen leuthen, mit denen ich auf ihr klagen und jammern ein christliches mitleiden getragen, nicht begeret noch haben wöllen“.

### Neulateinische Gelegenheitsgedichte
1599 schrieb Stemper ein Hochzeitsgedicht zur Festschrift für den kaiserlichen Rat und Stadtkämmerer Heimeran d. Ä. Lerchenfelder († um 1623) und seine Frau Maria Haller. Dem fürstbischöflich Regensburger und pfalz-neuburgischen Hof- und Leibarzt Johann (Hans) Oberndörfer (1549–1625) aus Oberndorf, der in Regensburg praktizierte und ein Vertreter der Iatrochemie war, widmete Stemper 1600 ein Gedicht. Mit dem Regensburger Arzt Martin Ruland, der ebenfalls dieser paracelsischen Richtung anhing, sich aber mit Oberndörfer zerstritt, war Kaspar Stemper befreundet. 1602 trug Stemper sich in das Stammbuch des Pfarrers Christoph Donauer (1564–1611) ein.

### Regensburger Religionsgespräch
Im Vorfeld des Regensburger Religionsgesprächs unterrichtete Kaspar Stemper den Pfalz-Neuburger Hof, dass man auf Seite der Jesuiten hoffte, Papst Clemens VIII. werde ein öffentliches Religionsgespräch verbieten; auf katholischer Seite seien Jakob Gretser, Adam Tanner und der Freisinger Domherr und Dechant in München Wolfgang Hannemann († 1607) als Teilnehmer vorgesehen. Graf Philipp Ludwig und sein Sohn Wolfgang Wilhelm von Pfalz-Neuburg trafen am 16. Novemberjul. / 26. November 1601greg. in Regensburg ein, die Gespräche dauerten bis zum 7. Dezemberjul. / 17. Dezember 1601greg..

### Kaiserlicher Kommissar in Weiden zu den Umständen einer „peinlichen Befragung“
1601 gehörten Kaspar Stemper und sein Regensburger Kollege Johann Diemer zu einer kaiserlichen Kommission, die in Weiden in der Oberpfalz im Gemeinschaftsamt Parkstein-Weiden Vorwürfen der Eheleute Hans und der Gastwirtin Katharina Widmann (Weißmann) und ihrer Erben wegen rechtswidriger Folter in einem Untersuchungsprozess wegen angeblichem Ehebruchs nachgehen sollten. Auch eine Beschuldigung wegen magischer Praktiken stand im Raum. Der mitbeschuldigte Hans Megas, dem noch weitere Delikte vorgeworfen worden waren, hatte bei seiner Hinrichtung beteuert, dass „mir vnd der Widtmänin an der Bezichtigung Vnrecht geschicht“. Eine Beschwerde des Fuhrunternehmers Hans Widmann wurde von der kurpfälzischen Regierung in Amberg abgewiesen. Nachdem er um 1580 aus der Kurpfalz ausgewiesen worden war und in Wörth und Nürnberg Unterschlupf gefunden hatte, rief Widmann um 1583 das Reichskammergericht an, das sich allerdings erst 1593 für zuständig erklärte. Obwohl auch er im Verlauf der Angelegenheit 1586/87 in Amberg sieben Wochen inhaftiert und gefoltert worden war, machte er ausschließlich die fünfstündige Folter (Peinliche Befragung) mit einer Daumenschraube geltend, die seine Frau Katharina Widmann 1573 als fälschlich Verdächtigte hatte erleiden müssen. Sie hatte bleibende körperliche Schäden verursacht. Das Gutachten der Referenten hat sich nicht erhalten, aber 1621 wurde der Schadenersatzforderung der Erben Weißmann gegen die Erben des ehemaligen Stadtrichters Michael Ermweig (1523–1594) vom Reichskammergericht stattgegeben und ihnen eine Entschädigung in Höhe von 1500 Gulden zugesprochen. 1635 einigte man sich auf einen Vergleich, nach dem einschließlich der aufgelaufenen Prozesskosten 6372 Gulden gezahlt werden sollten.

### Familie

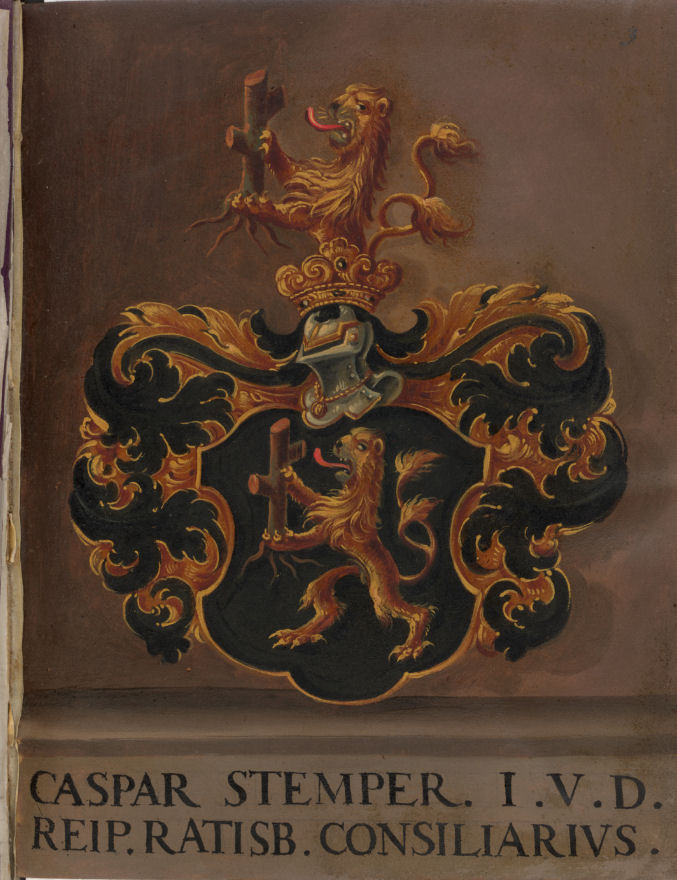
Wappen des Regensburger Ratskonsulenten Caspar Stemper, 17. Jahrhundert

Kaspar Stemper war verheiratet mit Cassandra (Barbara) Linck († nach 1606), einer Schwester (oder eher Tochter) des Reichskammergericht-Prokuratoren Sebastian Linck (* um 1535; † 1584). Nach Stempers Tod waren 1609 Reichskammergericht-Advokat und -Prokurator Georg Amandus Wolff († 1613) und Reichskammergericht-Advokat Nikolaus Adolff († nach 1622) Vormünder der hinterlassenen Kinder. Die Tochter Christina Floriana Stemper († 1646/49) heiratete 1636 den Reichskammergericht-Prokurator Jonas Eucharius Erhardt († 1666).

## Wappen
Von Kaiser Rudolf II. wurde dem Advokaten am Reichskammergericht Caspar Stemper am 5. August 1597 ein redendes Wappen verliehen.
Blasonierung: In Schwarz ein rotbezungter doppelschwänziger goldener Löwe mit einem natürlichen (braunen) Baumstumpen (für Stemper) in den Pranken. Die Helmzier trägt eine fünfzackige Adelskrone.

## Werke
- Stauronesus Vangionum illustrata, mit Beiträgen von Jonas Homberger und Ulrich Stieber.[54][55] Augustin Kolbe, Marburg 1577[10]
- (Beiträger zu:) Jeremias Homberger: Elegia in obitum Christophori Hilspachii, illustris scholae Hornbachianae rectoris. Huic accessit in eiusdem praeceptoris sui obitum elegia Caspari Stemperi Crucinacensis. Augustin Kolbe, Marburg 1577
- Aliud [scil.: epigramma] ad emptorum. In: Abraham Saur: Straffbüchlein, darin begriffen wirdt, wie man heutiges tags, nach allen gemeinen beschriebenen … Rechten … etzliche grobe eusserliche sünde, freuel … peinlich zustraffen pflegt. Nicolaus Bassée, Frankfurt am Main 1578, unpaginiert (Google-Books)
  - (wiederabgedruckt als:) Ad emptorem. In: Abraham Saur: StraffBuch, Das ist: Gründtliche und rechte Underweysung, wie … 2. Aufl., Nicolaus Bassée, Frankfurt am Main 1581 (Google-Books)
  - (wiederabgedruckt in:) Abraham Saur: Fasciculum criminalium vulgò StraffBuch. 3. Aufl., Nicolaus Bassée, Frankfurt am Main 1587
  - (wiederabgedruckt in:) Abraham Saur: Fasciculus de poenis, vulgò Straffbuch. 4. Aufl., Nicolaus Bassée, Frankfurt am Main 1590
  - (wiederabgedruckt als:) In libellum de poenis. In: Abraham Saur: Catalogus librorum, cum adjunctis literis et testimoniis, quibus autor nomen famamque suam contra Zoilos[56] tueri conatur. 1592 (Google-Books)
  - (wiederabgedruckt als:) Ad emptorem. In: Abraham Saur: Fasciculus de poenis, vulgò Straffbuch. 5. Aufl., Nicolaus Bassée, Frankfurt am Main 1596 (Google-Books)
  - (wiederabgedruckt als:) Epigramma aliud. In: Abraham Saur, Conrad Gerhard Saur: Fasciculus constitutionum de poenis vulgò Straffbuch. 6. Aufl. Nicolaus Bassée, Frankfurt am Main 1598 (Google-Books)
  - (wiederabgedruckt als:) Ad emptorem. In: Abraham Saur: Fasciculus de poenis, vulgò Straffbuch. 7. und letzte Aufl., Wolfgang Richter / Nicolaus Bassée Erben, Frankfurt am Main 1603 (Google-Books)
  - (wiederabgedruckt als:) Ad emptorem. In: Abraham Saur: Fasciculus de poenis, vulgò Straffbuch. 8. und allerletzte Aufl., Hartmann Palthen / Peter Kopf, Frankfurt am Main 1620 (Google-Books)
- Alivd [epigramma], Casp. Stemperi Crvcinacensis. In: Abraham Saur (Hrsg.): Güldiner Fluß vnd Außzug Von Erbschafften, dero Erbaigen vnnd Lehen, Güter. Wie die nach art allgemeiner beschriebenen Keyserlichen, Auch vieler besondern Landt vnd Stätt-Rechten, &c. Ohne Testament, vnd ab intestato vererbt vnd verfellt werden … Ordentlich … zusammen bracht, vnd … in Truck geben, Durch … M. Abrahamum Saur[e]n, deß Fürstlichen Hessischen Hofgerichts zu Marpurg verordneten Aduocatum vnd Procuratorem, &c. (weitere Beiträger: Samuel Fischer, Rudolf Goclenius d. Ä., Johannes P., Martin Pegie, Alexander Saur, Nikolaus Stein, Kaspar Steurlin, Daniel Stockhausen). Nikolaus Bassée, Frankfurt am Main 1580 (Digitalisat der Bayerischen Staatsbibliothek München)
  - 2. Aufl. Nikolaus Bassée, Frankfurt am Main 1583 (Digitalisat der Herzogin-Anna-Amalia-Bibliothek Weimar)
  - 3. Aufl. Nikolaus Bassée, Frankfurt am Main 1593 (Google-Books)
- Carmen Eulogeticum Scriptum In Honorem Doctissimi … Theologi, D. Ioannis Vinckelmanni Cattohomburgensis Hassi, cum ipsi … Basiliensis Academiae suffragio Doctoratus in sacros. Theologia bravium publice contribueretur, non. Iun. anno 1581. Oporinus, Basel 1581
- In laudem absolutissimi lexici, clariss. viri, Dn. Simonis Schardii … / Iudicium de clariss. viro, D. D. Schardio und Ad consultiss. virum, Dn. Samuele Grynaeum I. U. Doct. et in inclyta Basilea Iuris professorem clariss. optimè circa huius operis editionem meritum. In: Simon Schard, hrsg. von Samuel Grynaeus: Lexicon iuridicum iuris Rom. simul et pontificii a doctoribus item et practicis in schola atque foro usitatarum vocum Penus. Eusebius und Nikolaus Episcopius, Basel 1582 (Google-Books)
  - (ohne das Gedicht auf Grynaeus) 2. Aufl., hrsg. von Rudolph von Kamphausen. Johannes III. Gymnich, Köln 1593 (Google-Books)
- De Pacto successorio / De renunciatione hereditatis / De repudiatione hereditatis. Pro summo in utroque iure brabeio decertaturus, has positiones de paciscenda, renuncianda, & repudianda hereditate in arenam adducit Caspar Stemperus Crucenacus … disputabuntur XII. Cal. Iunii.[57] Oporinus, Basel 1586 (Digitalisat der Universitätsbibliothek Basel)
- (Beiträger zu:) Johannes Fleischmann, Christoph Donauer,[40] Otto Gryphius,[58] Johannes Haller, Benedikt Isenbeck,[59] Zacharias Prugel,[60] Kaspar Stemper: Heimerano Lerchenfeldero, & Mariae Hellerianae, Virgini pudiciss. Sponsis Nobilibvs et lectimissimis. Ad XVI. Ianu. Anno 1599. auspicatò in patriâ Ratisponâ cominandis Gratulantur Amici Charissimi. Bartholomaeus Graf, Regensburg 1599
- In eruditissimam dissertationem de vero et falso medico, Clarissimi & dexterrimi Medici Domini D. Ioannis Oberndorfij, Epigramma In: Johann Oberndorfer, Christoph Donauer (Danaverus),[41] Martin Oberndorfer, Konrad Stemper: De veri et falsi medici agnitione Tractatus brevis, in Theorematum forma conscriptus a Iohanne Oberndorffero medicinae doctore. Leonhard Reinmichel, Lauingen 1600 (Google-Books)
- Gedicht Quid dio aöniae scholae magistro, Quid pangam superum pio ministro? und kryptographischer Stammbucheintrag „Prurit amor iuris caste doctusque per usus serpit“ = „Caspar Stemperius iuris utriusque doctor peritus“, 14. Februar 1602.[41] In: Egon von Berchem: Das Stammbuch der Familie Donauer aus Regensburg, Teil III. In: Blätter des Bayerischen Landesvereins für Familienkunde 8/4 (1930), S. 65–72, bes. S. 70 (PDF; 3,52 MB des Bayerischen Landesvereins für Familienkunde e. V.)
- Ad clarissimum virum Martinum Rulandum fil. Philosophum & Medicum Ratisb. eximium, amicum suum und Problema ad Zoilum[56]. In: Martin Ruland: Problematum medico-physicorum, Bd. I. Frankfurt am Main, 1608, S. 22 (Google-Books)